# Oncholaimus priapulus
Oncholaimus priapulus är en rundmaskart som beskrevs av Christian Wieser 1959. Oncholaimus priapulus ingår i släktet Oncholaimus och familjen Oncholaimidae. Inga underarter finns listade i Catalogue of Life.